# Nicolas Gruson
Pour les articles homonymes, voir Gruson (homonymie).
Nicolas Gruson est un nageur français né le 26 septembre 1974 à Dinard et mort le 2 juin 2024 dans la même ville.
Il est membre de l'équipe de France aux Jeux olympiques d'été de 1996 à Atlanta, où il échoue en séries de qualification du 100 mètres nage libre, du relais 4x100 mètres nage libre et du relais 4x100 mètres quatre nages.
Il a été champion de France de natation sur 100 mètres nage libre à l'hiver 1995.
En club, il a été licencié au Dinard olympique natation où il a intégré la section sport étude de Dinard puis au CN Cannes.